# Kujūkuri
Kujūkuri (jap. 九十九里町 Kujūkuri-machi) – miasto w Japonii, na wyspie Honsiu, w prefekturze Chiba. Według danych na rok 2020 miejscowość zamieszkiwało 14 639 mieszkańców , a gęstość zaludnienia wyniosła 298,5 os./km².